# Lupin (EP)
Pour les articles homonymes, voir Lupin (homonymie).
Albums de Kara
Revolution
(2009) Kara Special Premium Box for Japan
(2010)
Singles
1. Lupin
Sortie : 17 février 2010

Lupin (coréen: 루팡) est le troisième mini-album du girl group sud-coréen Kara. Le concept et l'illustration de l'album sont basés sur  le personnage de fiction, Gentleman cambrioleur, Arsène Lupin de l'écrivain français Maurice Leblanc.

## Liste des titres
| 1.    | Tasty Love   | Song Soo-yoon | Han Jae-ho, Kim Seung-soo | 3:04 |
| 2.    | Lupin (루팡) | Song Soo-yoon | Han Jae-ho, Kim Seung-soo | 3:10 |
| 3.    | Umbrella     | Song Soo-yoon | Han Jae-ho, Kim Seung-soo | 3:24 |
| 4.    | Rollin'      | Hang Sang-won | Han Sang-won              | 3:22 |
| 5.    | Lonely       | Song Soo-yoon | Lee Joo-hyung             | 3:25 |
| 16:25 |              |               |                           |      |

## Classement

### Album
| Classement                            | Meilleure position |
| ------------------------------------- | ------------------ |
| South Korea Gaon Weekly albums chart  | 1                  |
| South Korea Gaon Monthly albums chart | 2                  |
| South Korea Gaon Yearly albums chart  | 16                 |
| Japan Oricon Weekly chart             | 100                |

### Single
| "Lupin" | 1 | 18 |

#### Autres chansons classées
| "Umbrella"   | 30 |
| "Tasty Love" | 41 |
| "Lonely"     | 56 |
| "Rollin'"    | 60 |

### Ventes et certifications
| Classement            | Quantité |
| --------------------- | -------- |
| Gaon physical sales   | 84 223   |
| Oricon physical sales | 4 354    |

## Historique de sortie
| Pays         | Date            | Format                       | Label     |
| ------------ | --------------- | ---------------------------- | --------- |
| Corée du Sud | 17 février 2010 | Téléchargement numérique, CD | DSP Media |
| Japon        | 23 février 2011 | Téléchargement numérique, CD | DSP Media |